# La Llanada
La Llanada là một khu tự quản thuộc tỉnh Nariño, Colombia. Thủ phủ của khu tự quản La Llanada đóng tại La Llanada Khu tự quản La Llanada có diện tích 265 ki lô mét vuông. Đến thời điểm ngày 28 tháng 5 năm 2005, khu tự quản La Llanada có dân số 7162 người.